# VPL Research
VPL Research war ein US-amerikanisches Unternehmen, in dem die ersten kommerziellen Virtual Reality Hard- und Software-Komponenten entwickelt wurden. Gegründet wurde es von Jaron Lanier unter anderem mit Thomas Zimmermann im kalifornischen Palo Alto im Jahr 1984. 1993 ging VPL Research in Konkurs und die Rechte wurden von Sun Microsystems übernommen.
Das Pionierunternehmen von Virtual-Reality-Technology und Network-3D-Graphics wurde 1985 von der NASA beauftragt, einen Datenhandschuh (Dataglove) für Astronauten zu bauen. Der VPL-Research-Datenhandschuh war 1986 der erste kommerzielle Datenhandschuh, er kostete um die 9.000 US-Dollar.